# 波士顿大学西站
波士顿大学西站（英語：Boston University West station）是马萨诸塞湾交通局运营的绿线B支线车站。车站设置在联邦大道车道隔离带中，位于联邦大道和艾默里街路口，波士顿大学桥西侧。车站由两座侧式站台组成，分别为B支线出城和入城方向站台。车站坐落于波士顿大学校园内，周围有波士顿大学桥、波士顿大学歌剧学院、波士顿大学艺术学院、波士顿大学信息技术服务中心。车站旁有一座亚马逊@波士顿(Amazon@Boston)自助服务商店，店内有值班工作人员，可以快速退、取包裹。

## 车站艺术
波士顿大学西站设计是马萨诸塞湾交通局地铁艺术项目的一部分。波士顿大学艺术学院与马萨诸塞湾交通局合作为车站增添艺术气息。2006年至2010年期间，车站站牌装饰为《开放空间》插画，由本科生塞斯·加兹登创作。2010年，车站站牌装饰改为波士顿大学艺术学院毕业生安迪·贝尔设计的插画。

## 合并计划

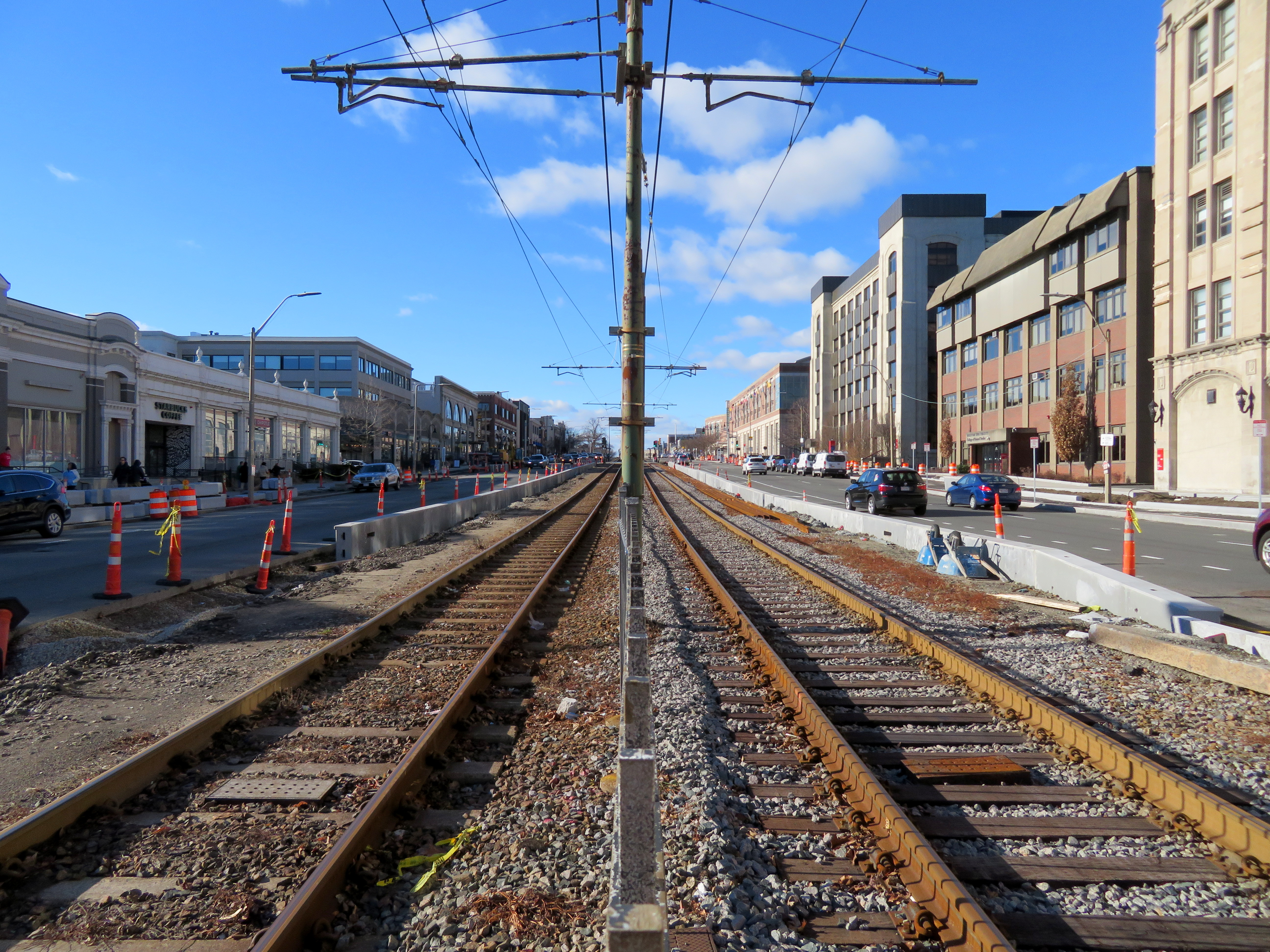
2018年车站重建施工现场

2014年10月，马萨诸塞湾交通局主持会议商讨将波士顿大学西校区的波士顿大学西站、圣保罗街站、普莱森特街站和巴布科克街站合并。这四座车站目前都不是无障碍车站，计划合并成两座无障碍车站。波士顿大学西站和圣保罗街站将合并，新的车站设在艾默里街和圣保罗街中间。
由于联邦大道路段施工工程延误，合并工作也被延迟。 截至2019年8月年，新车站的建筑工程预计于2020年1月开工。